# Секция 31
Секция 31 (англ. Section 31) — в вымышленной вселенной «Звёздный путь» представляет собой автономную разведывательную и оборонную организацию, которая проводит тайные операции для Объединенной федерации планет. Была задуман как противовес утопическому изображению Федерации в сериале «Звёздный путь: Глубокий космос 9».
Персонажи «Секции 31» появлялись в десятках эпизодов, романов и комиксов:551. В 2023 году CBS объявила, что в разработке находится новый фильм о «Звёздный путь: Секция 31» с Мишель Йео в главной роли.

## Производство
Ира Стивен Бер был вдохновлен строкой диалога из серии «Маки» сериала «Глубокий космос 9», произнесенного командиром Бенджамином Сиско: «Легко быть святым в раю». Бер сказал в справочном приложении к сериалу 1999 года: «Почему Земля является раем в двадцать четвертом веке? Ну, может быть, это потому, что кто-то наблюдает за ней и делает неприятные вещи, о которых никто не хочет думать»:551. Он выразил заинтересованность в изучении того, какой на самом деле была жизнь тех, кто жил в вымышленном 24 веке, сказав: «Это рай или там, как сказал Гарольд Пинтер, «ласки под журнальным столиком»».
Название «Секция 31» объясняется в истории как взятое из вымышленного Устава Звёздного Флота: Статья 14, Раздел 31. Статья, по словам агентов, позволяла принимать чрезвычайные меры во время крайней угрозы. Такие меры включали злонамеренный саботаж вражеских установок и технологий, биологическую войну и превентивное убийство..
По словам Рональда Д. Мура, велись серьезные споры о происхождении организации, в частности о том, как организация была сформирована и как давно.
Художник по костюмам Боб Блэкман выбрал черные кожаные костюмы, которые носили агенты «Секции 31», чтобы они выглядели фашистски:53. В «Звездном пути: Человеческий рубеж» Мишель и Дункан Барретт объясняют, что агенты «Секции 31», не носящие униформу Звёздного флота и не одевающиеся как граждане Федерации, еще больше повысили свою роль организации, не ограниченной этическими нормами.

## Приём
Сценарист Дэвид Уэддл сказал, что многие фанаты считали, что «Секция 31» предала систему ценностей, созданную Джином Родденберри, в то время как другие были безразличны или заинтригованы. «Фанаты вступали в эти долгие этические и политические споры, действительно боролись с такими проблемами, и это было приятно видеть»:56. Мур ответил на критику предательства, сказав: совершение тёмных дел вне обычной цепочки подчинения, безусловно, является провокацией».
Актёр Джеффри Комбс, сыгравший Вейона в «Глубоком космосе 9», наслаждался появлением «Секции 31», говоря, что истории «придавали всему настоящий колорит».

## Персонажи
В порядке появления:
- ‡ Первое появление в качестве сотрудника «Секции 31»
- κ Фильм Вселенная Кельвина.

| Актёр                            | Персонаж                                | Первое появление | Примечание |
| -------------------------------- | --------------------------------------- | --- | --- |
| Звёздный путь: Глубокий космос 9 |                                         | | |
| William Sadler                   | Luther Sloan                            | "Inquisition" | - Бывший разведчик Звёздного Флота, присоединившийся к «Секции 31» незадолго до 2374 года. |
| Звёздный путь: Энтерпрайз        |                                         | | |
| Доминик Китинг                   | Malcolm Reed                            | - "Broken Bow" - "Affliction" ‡ | - Офицер-тактик на борту «Энтерпрайза NX-01», завербованный «Секцией 31» через некоторое время после окончания Академии Звёздного Флота. |
| Eric Pierpoint                   | Harris                                  | "Affliction" ‡ | - Бывший офицер разведки Звёздного Флота, который приказал Малкольму Риду саботировать доказательства атаки клингонов. |
| Стартрек: Возмездие κ            |                                         | | |
| Ноэль Кларк                      | Thomas Harewood                         | - Разрушил секретный склад оружия в 2259 году после того, как его смертельно больная дочь была спасена Джоном Харрисоном.                  | - Разрушил секретный склад оружия в 2259 году после того, как его смертельно больная дочь была спасена Джоном Харрисоном. |
| Бенедикт Камбербэтч              | John Harrison                           | - Псевдоним Кхан Нуниен Сингх. - Был завербован в «Секцию 31» Александром Маркусом для помощи в милитаризации Звёздного Флота в 2258 году. | - Псевдоним Кхан Нуниен Сингх. - Был завербован в «Секцию 31» Александром Маркусом для помощи в милитаризации Звёздного Флота в 2258 году. |
| Питер Уэллер                     | Alexander Marcus                        | - Командующий Звёздным Флотом до 2259 года. - Нанял Джона Харрисона для помощи в милитаризации Звёздного Флота.                            | - Командующий Звёздным Флотом до 2259 года. - Нанял Джона Харрисона для помощи в милитаризации Звёздного Флота. |
| Звёздный путь: Дискавери         |                                         | | |
| Латиф Шазад                      | Ash Tyler (human) / Voq (Klingon)       | - "The Vulcan Hello" - "Point of Light" ‡                                                                                                  | - Как Вок, он был факелоносцем духовного лидера клингонов Т'Кувмы. - Его хирургическим путем изменили, чтобы он выглядел как человек, и посадили на борт корабляШаблон:Ship как Эш Тайлер. - Некоторое время он служил факелоносцем у верховного канцлера Л'Релла. |
| Мишель Йео                       | Philippa Georgiou (alternate)           | - "The Wolf Inside" - "Point of Light" ‡                                                                                                   | - Бывший деспотичный император Терранской Империи из альтернативной реальности, известной как Зеркальная Вселенная. - Перенесен в основную реальность Майклом Бёрнемом и сослан на Ко'ноС. |
| Джейн Брук                       | Katrina Cornwell                        | - "The Butcher's Knife Cares Not for the Lamb's Cry" - "The Sounds of Thunder" ‡                                                           | - Флагман Звёздного Флота с оперативным командованием «Секции 31». |
| Анан ван Спранг                  | Leland                                  | "Will You Take My Hand?" ‡ (bonus scene)                                                                                                   | - Агент послан для вербовки ссыльного императора Филиппы Георгиу. - Командир «NCIA-93», космического корабля «Секции 31» с возможностью маскировки. |
| Анан ван Спранг                  | Control (artificial intelligence)       | "If Memory Serves" | - Разбойный искусственный интеллект, изначально разработанный «Секцией 31» по поручению Звёздного Флота. - Первоначально запрограммирован для проведения анализа угроз и исследований для Звёздного Флота. - Вынудил экипаж звездолёта «Дискавери» передать ему информацию о передовом искусственном интеллекте. - Захватил тело Лиланда с помощью какой-то передачи нанотехнологий. |
| Tara Nicodemo                    | Patar (Vulcan)                          | "If Memory Serves" | - Офицер флагмана Звёздного Флота с оперативным командованием «Секции 31», убитый Хозяином. - Её образ использовался Управлением для связи с экипажами звездолёта «Дискавери» и «NCIA-93», а также с адмиралом Корнуэллом. |
| Соня Сон                         | Gabrielle Burnham / Red Angel           | "The Red Angel" | - Инженер, ответственный за разработку технологии путешествий во времени по заказу «Секции 31», которая зависела от квантового кристалла времени, украденного с клингонской планеты Борет. - Бернхэм была перемещена в будущем после рейда клингонов на её исследовательский центр примерно за двадцать-двадцать пять лет до серии «Вулканский привет».                              |
| Звёздный путь: Нижние палубы     |                                         | | |
| Джек Куэйд                       | William Boimler (transporter duplicate) | - "Kayshon, His Eyes Open" - "Crisis Point 2: Paradoxus" ‡                                                                                 | - Младший лейтенант под командованием Уильяма Райкера, который инсценирует свою смерть, чтобы присоединиться к «Секции 31». |

## В других средствах массовой информации

### Романы
Персонажи «Секции 31» появляются в следующих романах:
| Название в оригинале                 | Название на русском        | Автор(ы)                     | Дата выхода     | ISBN              |
| ------------------------------------ | -------------------------- | ---------------------------- | --------------- | ----------------- |
| What You Leave Behind (новеллизация) | «Что вы оставляете позади» | Дайан Кэри                   | июнь 1999       | 0-671-03476-6     |
| Hollow Men                           | «Пустые мужчины»           | Уна МакКормак                | 26 апреля 2005  | 0-7434-9151-3     |
| The Future Begins                    | «Будущее начинается»       | Майкл Шустер и Стив Моллманн | 1 апреля 2006   | 1-4165-2046-5     |
| A Ceremony of Losses                 | «Церемония проигрыша»      | Дэвид Мэк                    | 29 октября 2013 | 978-1-4767-2224-5 |
| Elusive Salvation                    | «Неуловимое спасение»      | Дейтон Уорд                  | 26 апреля 2016  | 978-1-5011-1129-7 |

#### «Секция 31» (2001–2017)
«Звёздный путь: Секция 31» — это мини-сериал, состоящий из тематически связанных романов с участием «Секции 31». Сериал был перезапущен в 2014 году как часть Deep Space Nine.
| No. | Название | Автор(ы)                               | Дата выхода  | ISBN          |
| --- | -------- | -------------------------------------- | ------------ | ------------- |
| 1   | Rogue    | Andy Mangels и Michael A. Martin       | 22 мая 2001  | 0-671-77477-8 |
| 2   | Shadow   | Dean Wesley Smith и Кристин Кэтрин Раш | 22 мая 2001  | 0-671-77478-6 |
| 3   | Cloak    | S. D. Perry                            | 26 июня 2001 | 0-671-77471-9 |
| 4   | Abyss    | David Weddle and Jeffrey Lang          | 26 июня 2001 | 0-671-77483-2 |

#### Следующее поколение (2004-2019)
Следующие романы по сериалу «Звёздный путь: Следующее поколение» включают персонажей «Секции 31»:
| Название          | Автор(ы)   | Дата выхода     | ISBN              |
| ----------------- | ---------- | --------------- | ----------------- |
| A Time to Kill    | David Mack | 27 июля 2004    | 0-7434-9177-7     |
| A Time to Heal    | David Mack | 31 августа 2004 | 0-7434-9178-5     |
| Collateral Damage | David Mack | 8 октября 2019  | 978-1-9821-1358-2 |

#### Энтерпрайз (2007-2017)
Следующие романы по сериалу «Звёздный путь: Энтерпрайз» включают персонажей «Секции 31»:
| Название                  | Автор(ы)                           | Дата выхода     | ISBN              |
| ------------------------- | ---------------------------------- | --------------- | ----------------- |
| The Good That Men Do      | Andy Mangels and Michael A. Martin | 27 февраля 2007 | 978-0-7434-4001-1 |
| Kobayashi Maru            | Andy Mangels and Michael A. Martin | 26 августа 2008 | 978-1-4165-5480-6 |
| Beneath the Raptor's Wing | Michael A. Martin                  | 20 октября 2009 | 978-1-4391-0798-0 |
| To Brave the Storm        | Michael A. Martin                  | 25 октября 2011 | 978-1-4516-0715-4 |
| A Choice of Futures       | Christopher L. Bennett             | 25 июня 2013    | 978-1-4767-0674-0 |
| Patterns of Interference  | Christopher L. Bennett             | 29 августа 2017 | 978-1-5011-6570-2 |

### Комиксы
Все комиксы опубликованы IDW Publishing:
| Коллекция                                    | Издание                           | Дата выхода      | ISBN              |
| -------------------------------------------- | --------------------------------- | ---------------- | ----------------- |
| The Space Between, Vol. 1                    | "An Inconvenient Truth" (Part 6)  | 25 сентября 2007 | 978-1-60010-116-8 |
| Year Four: The Enterprise Experiment, Vol. 1 | Part 5                            | 18 ноября 2008   | 978-1-60010-279-0 |
| Mission's End, Vol. 1                        | Part 1 – 5                        | 3 ноября 2009    | 978-1-60010-540-1 |
| Star Trek, Vol. 3                            | The Return of the Archons, Part 1 | 27 ноября 2012   | 978-1-61377-515-8 |
| Star Trek, Vol. 6                            | After Darkness, Part 1 – 3        | 26 ноября 2013   | 978-1-61377-796-1 |
| Star Trek, Vol. 7                            | The Khitomer Conflict, Part 1 – 4 | 1 апреля 2014    | 978-1-61377-882-1 |
| Khan, Vol. 1                                 | Part(s) 1, 4 – 5                  | 3 июня 2014      | 978-1-61377-895-1 |

### Star Trek Online (2010-2015)
Star Trek Online — массовая многопользовательская ролевая онлайн-игра, разработанная Cryptic Studios. Игра продолжает получать обновления, которые организованы в эпизоды, содержащие от пяти до семи миссий в каждом. Все миссии «Секции 31» представлены Франклином Дрейком, персонажем, созданным для игры.
| Эпизод                | Миссии                                             | Дата выхода          |
| --------------------- | -------------------------------------------------- | -------------------- |
| "Cardassian Struggle" | Suspect (removed from game)                        | Шаблон:Daterangedash |
| "Specters"            | Skirmish (Mission 1)                               | 16 октября 2010      |
| "Specters"            | Traelus System – Satellite Repair (locked mission) | 16 октября 2010      |
| "Specters"            | Spin the Wheel (Mission 2)                         | 23 октября 2010      |
| "Specters"            | What Lies Beneath (Mission 3)                      | 30 октября 2010      |
| "Specters"            | Everything Old is New (Mission 4)                  | 6 ноября 2010        |
| "Specters"            | Night of the Comet (Mission 5)                     | 13 ноября 2010       |
| —                     | Hearts and Minds (special mission)                 | 12 апреля 2012       |
| "Romulan Mystery"     | Empress Sela (Mission 2)                           | 29 января 2015       |